# パオロ・モンテーロ
パオロ・ロナルド・モンテーロ・イグレシアス（Paolo Rónald Montero Iglesias, 1971年9月3日 - ）は、ウルグアイ・モンテビデオ出身の元同国代表サッカー選手、現サッカー指導者。現役時代のポジションはディフェンダー。

## 来歴
1対1に強いセンターバック。セリエA最多退場記録という不名誉な記録を持つが、マルチェロ・リッピ監督時代のユヴェントスFCではディフェンスの要として活躍した。ユヴェントスではセリエA4回、インターコンチネンタルカップにそれぞれ1回優勝した。しかし、2004-05シーズンにファビオ・カンナヴァーロが加入すると出場機会が激減し、2005年夏にCAサン・ロレンソ・デ・アルマグロに移籍した。2006年に地元クラブのペニャロールに復帰して、2007年に引退した。
ウルグアイ代表では1991年から2005年までプレイして、61試合5得点。2002年FIFAワールドカップに出場した。
2014年11月、古巣ペニャロールの監督に就任した。2016年にはCAボカ・ウニドスやCAコロンで指揮を執り、翌年1月よりCAロサリオ・セントラルと1年半の契約を交わした。2022年6月28日、古巣ユヴェントスのU-19のカテゴリの監督になることが発表。2024年5月19日、トップチーム監督のマッシミリアーノ・アッレグリが解任されたことにより、シーズン終了までの暫定監督に就任。2024年7月4日、ユヴェントス Next Genの監督に就任。11月13日に解任された。

## エピソード
- 父であるフリオ・モンテーロ（英語版）も元ウルグアイ代表サッカー選手。
- 元日本代表の戸田和幸氏は現役時代、センターバックとしてサイズや身体能力に秀でたものがないならばどうすれば良いのかを考え、「スピードは全くなく高さもないが、相手ＦＷとの駆け引きに長け、戦術理解度が高く、時には厳しいチャージも厭わない」モンテーロのプレースタイルをロールモデルとしていた。

## 代表歴

### 出場大会
- ウルグアイ代表
  - 2002 FIFAワールドカップ

### 試合数
- 国際Aマッチ 60試合 5得点（1991年-2005年）[7]

| ウルグアイ代表 | 国際Aマッチ | 国際Aマッチ |
| 年             | 出場        | 得点        |
| -------------- | ----------- | ----------- |
| 1991           | 4           | 0           |
| 1992           | 0           | 0           |
| 1993           | 1           | 0           |
| 1994           | 0           | 0           |
| 1995           | 4           | 0           |
| 1996           | 5           | 1           |
| 1997           | 10          | 1           |
| 1998           | 1           | 0           |
| 1999           | 4           | 0           |
| 2000           | 5           | 1           |
| 2001           | 9           | 0           |
| 2002           | 4           | 0           |
| 2003           | 0           | 0           |
| 2004           | 6           | 2           |
| 2005           | 7           | 0           |
| 通算           | 60          | 5           |

## タイトル
ユヴェントス
- セリエA : 1996-97, 1997-98, 2001-02, 2002-03
- スーペルコッパ・イタリアーナ : 1997, 2002
- UEFAスーパーカップ : 1996
- インターコンチネンタルカップ : 1996